# Dorcadion maceki
Dorcadion maceki är en skalbaggsart som beskrevs av Holzschuh 1995. Dorcadion maceki ingår i släktet Dorcadion och familjen långhorningar. Inga underarter finns listade i Catalogue of Life.